# بخش الیزابت (شهرستان لارنس، اوهایو)
بخش الیزابت (به انگلیسی: Elizabeth Township) یک منطقهٔ مسکونی در ایالات متحده آمریکا است که در شهرستان لارنس، اوهایو واقع شده‌است.
 بخش الیزابت ۱۳۵٫۷ کیلومتر مربع مساحت و ۲٬۹۶۹ نفر جمعیت دارد و ۱۸۹ متر بالاتر از سطح دریا واقع شده‌است.